# 1802 na política

## Nascimentos
| Data          | Nome                                   | Profissão                                        | Nacionalidade              | Observações | Ref |
| ------------- | -------------------------------------- | ------------------------------------------------ | -------------------------- | ----------- | --- |
| 26 de julho   | Mariano Arista                         | Político e militar (Presidente do México)        | Vice-Reino da Nova Espanha | m. 1855     |     |
| 2 de outubro  | Antônio Manuel de Melo                 | Ministro da Guerra do Brasil                     | Brasil Colônia             | m. 1866     |     |
| 10 de outubro | Maria Francisca de Abreu Pereira Cirne | Condessa de Almada e senhora do Paço de Lanheses | Portugal                   | m. 1860     |     |